# Radošovice (Bystřice)
Radošovice je část města Bystřice v okrese Benešov. Nachází se na jihozápadě Bystřice. V roce 2009 zde bylo evidováno 33 adres. V roce 2001 zde trvale žilo 55 obyvatel.
Radošovice leží v katastrálním území Božkovice o výměře 7,5 km2.

## Gramatika
Název Radošovice je podstatné jméno pomnožné. Správné skloňování je tedy Radošovice bez Radošovic.

## Historie
První písemná zmínka o vesnici pochází z roku 1378, kdy zde sídlil Beneš z Radošovic. V dalších dějinách vesnice patřila k líšeňskému panství, později Karlíkům z Nežetic a Trmalům z Toušic. V 17. století došlo na čas znovu ke spojení Radošovic v rámci líšeňského panství, brzy byla vesnice opět rozdělena a část připadla k tvoršovickému panství. S rozvojem místní samosprávy v 19. století se Radošovice stávají součástí obce Božkovice (spolu s Tožicí) a krátce také Drachkova. Od sedmdesátých let 20. století jsou osadou obce Bystřice.
Za druhé světové války se tehdejší ves stala součástí vojenského cvičiště Zbraní SS Benešov a její obyvatelé se museli 1. dubna 1944 vystěhovat. V obci se nalézají dvě kapličky – sv. Jana Nepomuckého a P. Marie Lurdské. Ve vesnici vyvíjí činnost jediný spolek – Sbor dobrovolných hasičů, jenž byl založen roku 1961

## Galerie

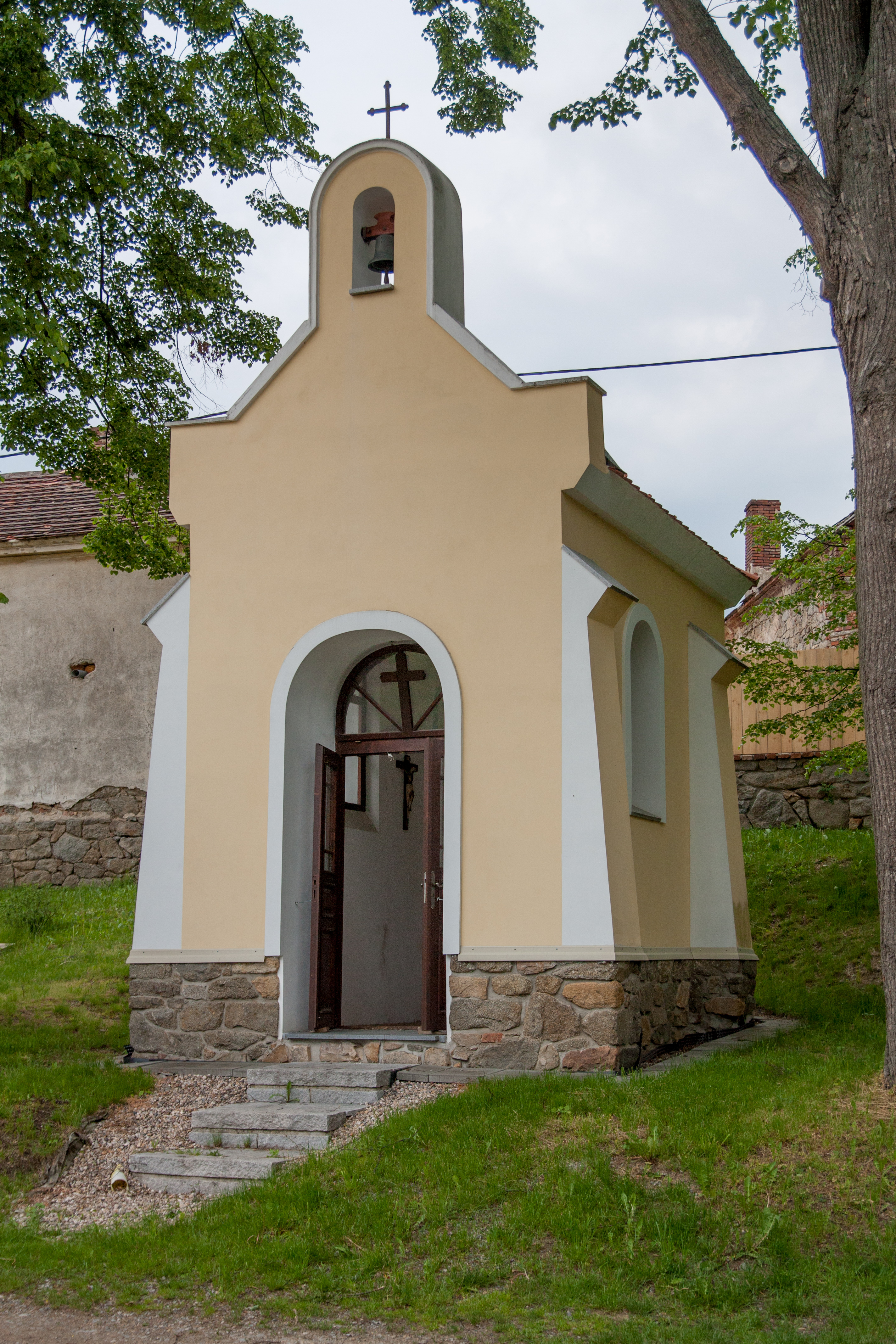
Kaple u hasičské zbrojnice (2019)
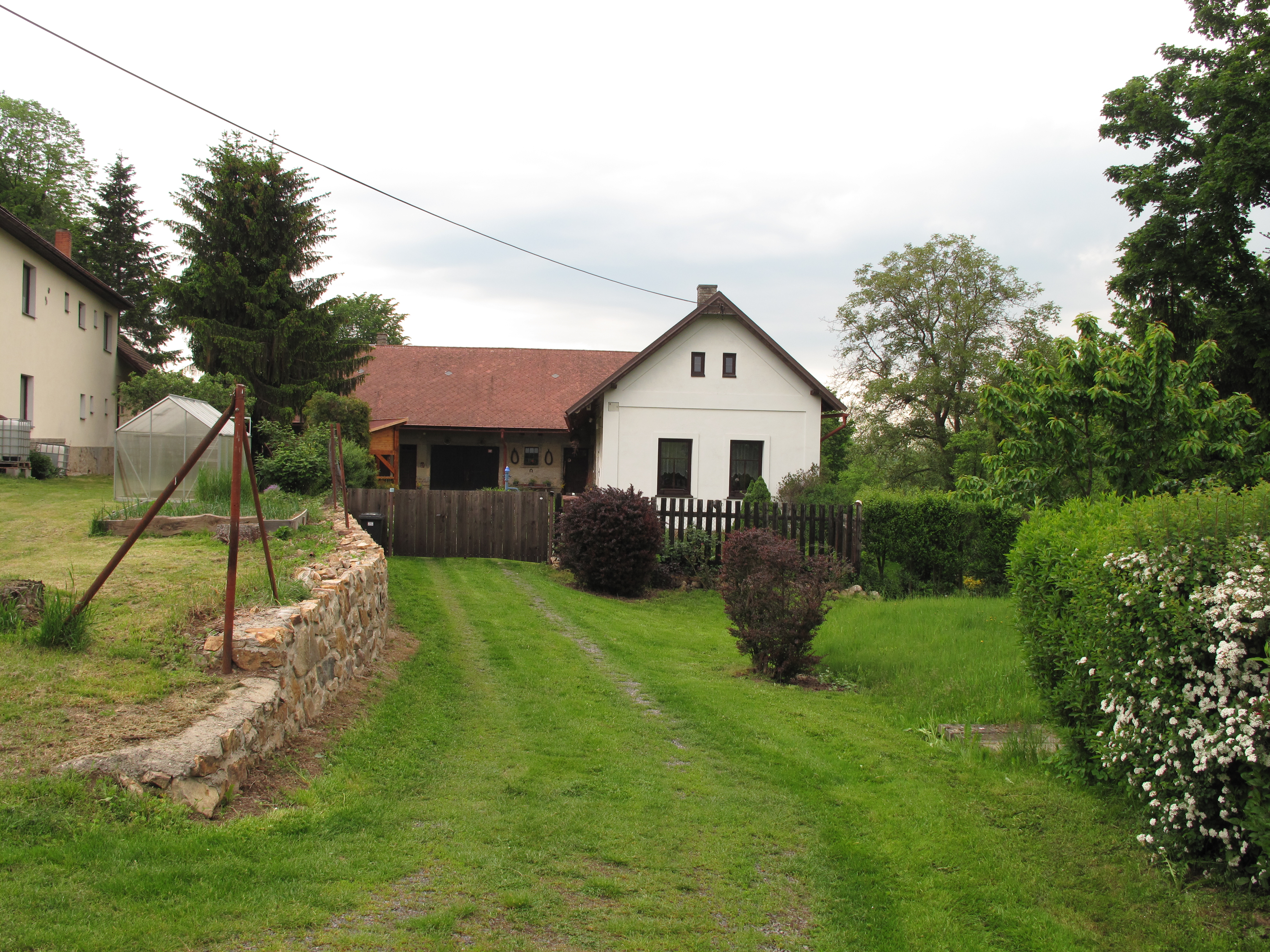
Chalupa (2019)
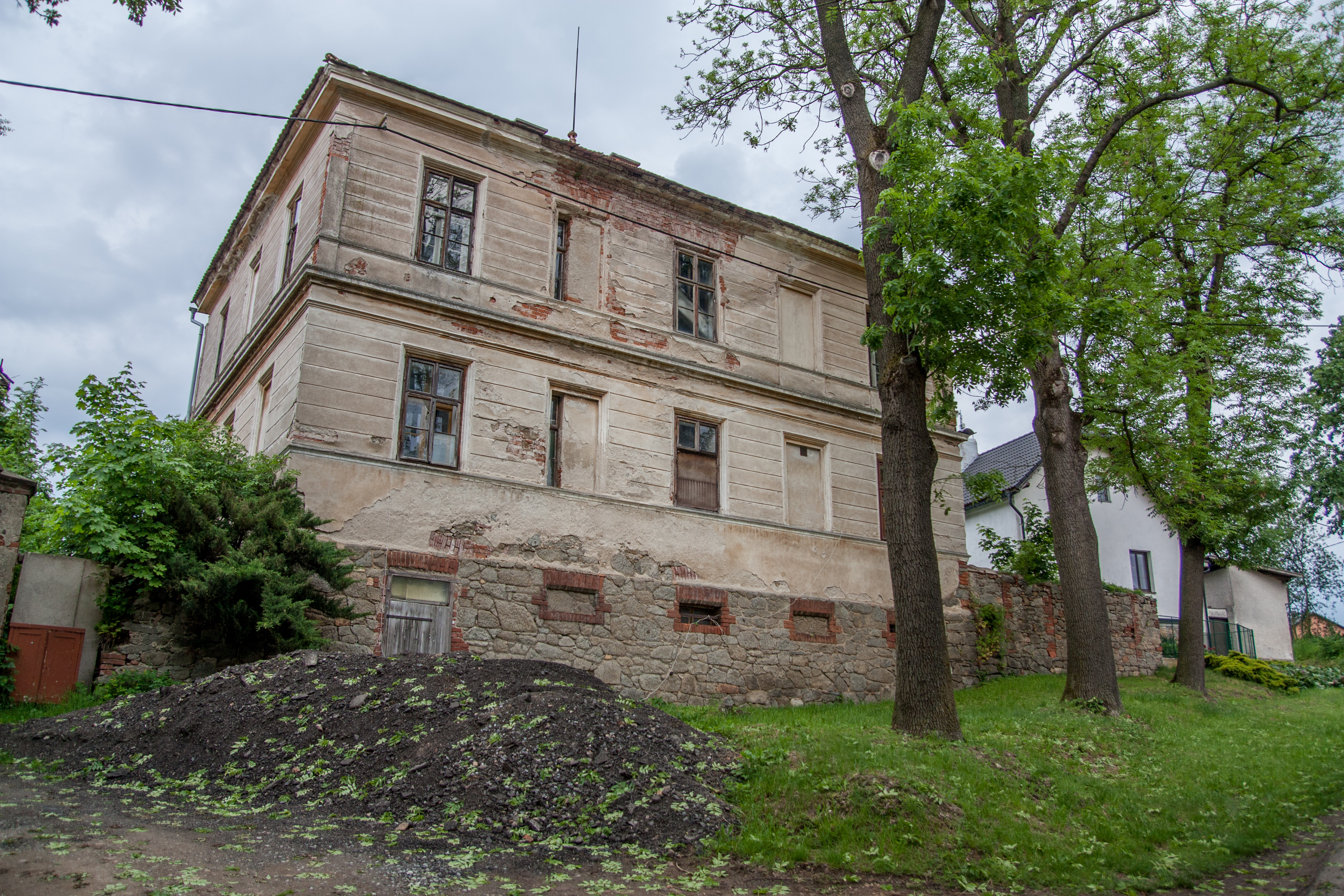
Usedlost (2019)
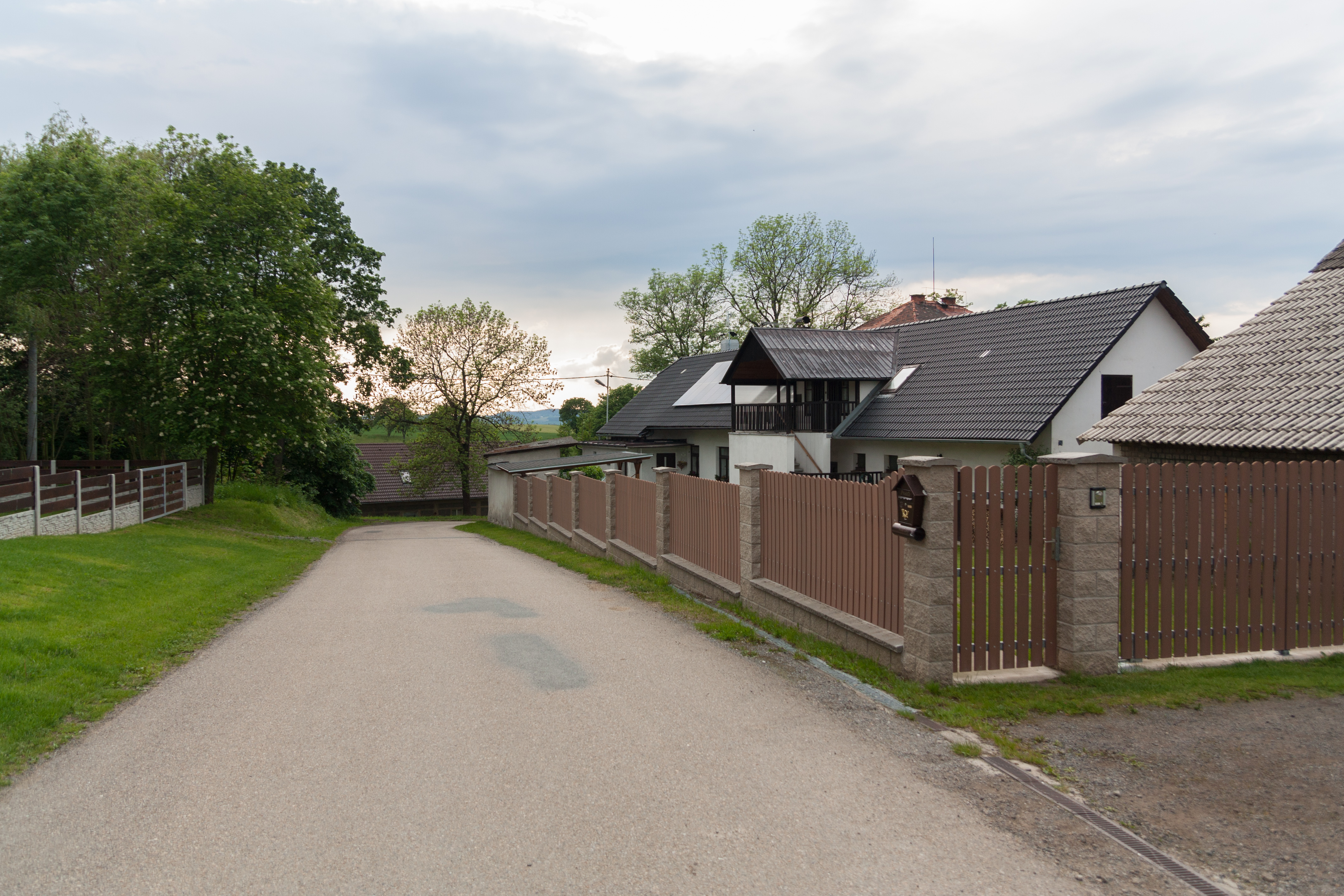
Silnice (2019)